# Parlamento de Argelia
El Parlamento de Argelia es el poder legislativo de la República argelina. Se trata de un parlamento bicameral compuesto por una cámara alta llamada Consejo de la Nación y una cámara baja llamada Asamblea Popular Nacional.

## Historia
Las primeras elecciones legislativas al Parlamento fueron el 20 de septiembre de 1962, unos meses después tras la independencia de Argelia. El órgano que salió electo fue la Asamblea, la cual fue elegida por un mandato de un año con el objetivo de crear la ley fundamental del país, es decir, la Constitución de Argelia. La Constitución fue aprobada el 20 de septiembre de 1963, estableciendo un parlamento unicameral. De acuerdo con el artículo 77, el mandato de la Asamblea se prorrogó otro año más.
En octubre de 1963, la decisión del Presidente de la República Ahmed Ben Bella de utilizar todos los poderes, de conformidad con el Artículo 59 de la Constitución y, suspendida ésta, provocó la paralización de las actividades de la Asamblea Nacional. De 1965 a 1976, se estableció un Consejo de la Revolución en la parte superior del Estado argelino, que tenía la autoridad soberana (Orden del 10 de julio de 1965) y acumulaba todos los poderes del Estado. El 22 de noviembre de 1976 se promulgó una nueva Constitución que estableció (Art. 126) una cámara única llamada Asamblea Nacional Popular (NPA), responsable del ejercicio del poder legislativo, elegida el 25 de febrero de 1977 por un término de cinco años, y renovándose regularmente en 1982 y 1987.
La revisión constitucional del 28 de febrero de 1989 no cambia el principio de unicameralidad y mantiene la Asamblea Popular Nacional, aunque lleva a cabo la separación de los poderes legislativo, ejecutivo y judicial (Art. 92). La renovación de la Asamblea fue interrumpida por la dimisión del Presidente de la República, lo que provocó un vacío legal.
El resultado de esta laguna legal fue la creación de estructuras transitorias (Alto Comité Estatal y Consejo Asesor Nacional y el Consejo Nacional de Transición) que funcionaron hasta la revisión constitucional del 28 de noviembre de 1996, que modificó el panorama institucional de Argelia mediante la introducción de un parlamento bicameral compuesto por una Asamblea Nacional Popular de 389 miembros y un Consejo de la Nación de 144 miembros. Estas instituciones fueron elegidas el 5 de junio de 1997, y esa fue la primera elección parlamentaria pluralista de la Argelia independiente.